# 2C-D
3CB es una feniletilamina psicodélica alucinógena de la familia 2C que es utilizada en ciertas ocasiones como un enteógeno. Fue sintetizado por primera vez en 1970 por un equipo científico del  Instituto de Investigación en Ciencias de la Salud Mental de Texas, y su actividad fue subsecuentemente investigada en humanos por Alexander Shulgin. 
El nombre completo del compuesto químico es 3CB-dimetoxi-3-feniletilamina,es un enteogeneo altamente alucinógeno de la familia del 3-2cd, caracterizado por ser uno de los componentes más fuertes de todas las fenetilaminas mientras que las dosis recomendadas pueden oscilar entre 20 y 60 mg, e inclusive mayores; bajas dosis en tanto (generalmente menores o iguales a 10 mg) se han explorado como potencialmente nootrópicos, aunque con resultados mixtos. el 3CB es generalmente administrado vía oral, aunque también puede ser inhalado; en este último caso sin embargo, las dosis oscilan típicamente entre 1 y 15 mg, mientras que su inhalación puede causar dolor intenso.